# Edgar Wallace
Richard Horatio Edgar Wallace je bil angleški pisatelj, dramatik in scenarist, * 1. april 1875, Greenwich, † 10. februar 1932, Beverly Hills, Kalifornija. 

## Življenje in delo

### Mladost in književni začetki
Bil je reven nezakonski otrok. Mati ga je takoj predala v rejo družini Freeman, ki ga je posvojila. Pri 12 letih je nehal obiskovati šolo in do vključitve v vojsko pri 21 letih opravljal različne službe. Leta 1898 je v Cape Townu spoznal Rudyarda Kiplinga, kar ga je navdahnilo, da je začel pisati poezijo. Njegova prva zbirka balad, The Mission that Failed!, je izšla istega leta. Med Drugo bursko vojno je bil iz Južne Afrike vojni dopisnik za Reuters in Daily Mail. Tam je spoznal svojo ženo Ivy Maude Caldecott, s katero je imel 4 otroke. Leta 1903 se je vrnil v London in začel pisati trilerje, da bi se izkopal iz velikih dolgov. Ker za svoj prvenec ni uspel najti podpornikov, je roman The Four Just Men leta 1905 izdal v samozaložbi.

### Književna kariera
Leta 1907 je odpotoval v današnji Kongo in tam poročal o belgijskih vojnih zločinih, ki jim je bil priča med svojim dopisništvom. O teh izkušnjah je izdal tudi veliko kratkih zgodb v časopisih, npr. v The Windsor Magazine, leta 1911 pa prvo samostojno zbirko Sanders of the River. Sledilo ji je še enajst podobnih (vsega skupaj 102 zgodbi). Kljub temu da je svojo kredibilnost kot časnikar izgubil zaradi finančnih zapletov z Daily Mailom, jo je po uspehu svojega pisanja postopoma dobil nazaj in se zaposlil v krogu konjskih dirk. Leta 1918, dve leti po rojstvu njegovega četrtega otroka, se je Wallace od svoje žene ločil, tri leta kasneje (1921) pa se poročil s svojo tajnico Ethel Violet King, s katero je kasneje imel eno hčer. Leta 1921 je podpisal pogodbo z založniško hišo Hodder and Stoughton in začel pisati bolj resno. Bil je zelo plodovit avtor v mnogih žanrih, med drugim v zgodovinskem, znanstveni fantastiki, kriminalkah in scenarijih. Leta 1928 je bilo ocenjeno, da je vsaka četrt knjiga, ki se jo bere v Združenem kraljestvu, prišla izpod Wallaceovega peresa. Prodal je več kot 50 milijonov svojih del v različnih izdajah.

### Politika, scenariji in smrt
Za kratek čas se je tudi aktivnejše politično udejstvoval, a v tem ni bil uspešen. Leta 1931 je postal aktiven v Liberalni stranki Združenega kraljestva, ki pa je na splošnih volitvah tistega leta izgubila za veliko večino. Preselil se je v Hollywood, kjer je dobil službo scenarista pri RKO Pictures. Začel je z delom na filmu King Kong, ki je izšel čez dve leti (1933). 
Wallace je bil januarja 1932 diagnosticiran s sladkorno boleznijo. Njegovo stanje se je z veliko hitrostjo slabšalo in 10. februarja je zaradi prejšnjih bolezenskih znakov in dvojne pljučnice umrl. Pokopan je bil v Buckinghamshiru, nedaleč od svojega podeželskega doma.
V Wallaceovi zapuščini je vsega skupaj čez 170 romanov, 18 iger in 957 kratkih zgodb, njegova dela pa so bila prevedena v 28 jezikov. Po njih je nastalo preko 160 filmskih upodobitev. Danes je poznan predvsem kot stvaritelj King Konga.

### Serijske izdaje romanov
- Sanders of the River
- Four Just Men
- Mr. J. G. Reeder
- Detective Sgt. Elk
- Educated Evans
- Smithy

### Kriminalke
- Angel Esquire (1908)
- The Fourth Plague (1913)
- Grey Timothy (1913)
- The Man Who Bought London (1915)
- The Melody of Death (1915)
- A Debt Discharged (1916)
- The Tomb of Ts'in (1916)
- The Secret House (1917)
- The Clue of the Twisted Candle (1918)
- Down Under Donovan (1918)
- The Man Who Knew (1918)
- The Strange Lapses of Larry Loman (1918) (kratki roman)
- The Green Rust (1919)
- Kate Plus Ten (1919)
- The Daffodil Mystery (1920)
- Jack O'Judgment (1920)
- The Angel of Terror (1922)
- The Crimson Circle (1922)
- Mr. Justice Maxell (1922)
- The Valley of Ghosts (1922)
- Captains of Souls (1923)
- The Clue of the New Pin (1923)
- The Green Archer (1923)
- The Missing Million (1923)
- The Dark Eyes of London ali The Croakers (1924)
- Double Dan (1924)
- The Face in the Night (1924)
- The Sinister Man (1924)
- The Three Oak Mystery (1924)
- The Blue Hand (1925)
- The Daughters of the Night (1925)
- The Gaunt Stranger ali Police Work (1925) (ponovno izdan l. 1926 pod naslovom The Ringer)
- A King by Night (1925)
- The Strange Countess (1925)
- The Avenger (1926)
- The Black Abbot (1926)
- The Day of Uniting (1926)
- The Door with Seven Locks (1926)
- The Girl from Scotland Yard (1926)
- The Man from Morocco ali Souls In Shadows (1926)
- The Million Dollar Story (1926)
- The Northing Tramp (1926)
- Penelope of the Polyantha (1926)
- The Square Emerald ali The Woman (1926)
- The Terrible People ali The Gallows' Hand (1926)
- We Shall See! (1926)
- The Yellow Snake ali The Black Tenth (1926)
- Big Foot (1927)
- The Feathered Serpent ali Inspector Wade ali Inspector Wade and the Feathered Serpent (1927)
- Flat 2 (1927)
- The Forger ali The Counterfeiter (1927)
- The Hand of Power ali The Proud Sons of Ragusa (1927)
- The Man Who Was Nobody (1927)
- Number Six (1927)
- The Squeaker ali The Sign of the Leopard (1927)
- The Traitor's Gate (1927)
- The Double (1928)
- The Flying Squad (1928)
- The Gunner (1928)
- Four Square Jane (1929)
- The Golden Hades ali Stamped In Gold ali The Sinister Yellow Sign (1929)
- The Green Ribbon (1929)
- The Calendar (1930)
- The Clue of the Silver Key ali The Silver Key (1923)
- The Lady of Ascot (1930)
- The Devil Man ali Sinister Street ali Silver Steel ali The Life and Death of Charles Peace (1931)
- The Man at the Carlton ali The Mystery of Mary Grier (1931)
- The Coat of Arms ali The Arranways Mystery (1931)
- On the Spot: Violence and Murder in Chicago (1931)
- When the Gangs Came to London ali Scotland Yard's Yankee Dick ali The Gangsters Come To London (1932)
- The Frightened Lady ali The Case of the Frightened Lady ali Criminal At Large (1933)
- The Green Pack (1933)
- The Man Who Changed His Name (1935)
- The Mouthpiece (1935)
- Smoky Cell (1935)
- The Table (1936)
- Sanctuary Island (1936)
- The Road to London (1986)

### Ostali romani
- Captain Tatham of Tatham Island (1909)
- The Duke in the Suburbs (1909)
- Private Selby (1912)
- "1925" – The Story of a Fatal Peace (1915)
- Those Folk of Bulboro (1918)
- Tam o' the Scoots (1918)
- The Book of All Power (1921)
- The Flying Fifty-Five (1922)
- The Books of Bart (1923)
- Barbara on Her Own (1926)

### Poezija
- The Mission That Failed (1898)
- War and Other Poems (1900)
- Writ In Barracks (1900)

### Stvarna literatura
- Unofficial Despatches of the Anglo-Boer War (1901)
- Famous Scottish Regiments (1914)
- Field Marshal Sir John French (1914)
- Heroes All: Gallant Deeds of the War (1914)
- The Standard History of the War (1914)
- Kitchener's Army and the Territorial Forces: The Full Story of a Great Achievement (1915)
- Vol. 2–4. War of the Nations (1915)
- Vol. 5–7. War of the Nations (1916)
- Vol. 8–9. War of the Nations (1917)
- Famous Men and Battles of the British Empire (1917)
- The Real Shell-Man: The Story of Chetwynd of Chilwell (1919)
- People ali Edgar Wallace by Himself (1926)
- The Trial of Patrick Herbert Mahon (1928)
- My Hollywood Diary (1932)

### Igre
- An African Millionaire (1904)
- The Forest of Happy Dreams (1910)
- Dolly Cutting Herself (1911)
- The Manager's Dream (1914)
- M'Lady (1921)
- The Mystery of room 45 (1926)
- Double Dan (1927)
- A Perfect Gentleman (1927)
- The Terror (1927)
- Traitors Gate (1927)
- The Lad (1928)
- The Man Who Changed His Name (1928)
- The Squeaker (1928)
- The Calendar (1929)
- Persons Unknown (1929)
- The Ringer (1929)
- The Mouthpiece (1930)
- On the Spot (1930)
- Smoky Cell (1930)
- The Squeaker (1930)
- To Oblige A Lady (1930)
- The Case of the Frightened Lady (1931)
- The Old Man (1931)
- The Green Pack (1932)
- The Table (1932)

### Scenariji
- The Valley of Ghosts (1928, British film)
- Mark of the Frog (1928)
- Prince Gabby (1929)
- The Squeaker (1930)
- The Hound of the Baskervilles (1932)
- King Kong (1932 – 110 strani dolg zasnutek scenarija, naslovljen "The Beast") Scenarij sicer ni bil uporabljen v celoti, a ga je večina ostala v končni različici. Deli izvirnega scenarija so bili objavljeni leta 1976, cel pa je izšel leta 2013 v Ray Harryhausen – The Master of the Majicks, Vol. 1.

### Zbirke kratkih zgodb
- P.C. Lee (1909)
- The Admirable Carfew (1914)
- The Adventures of Heine (1917)
- Tam O' the Scouts (1918)
- The Man Called McGinnice (1918)
- The Fighting Scouts (1919)
- The Black Grippe (1920)
- Chick (1923)
- The Black Avons (1925)
- The Brigand (1927)
- The Mixer (1927)
- This England (1927)
- The Orator (1928)
- The Thief in the Night (1928)
- Elegant Edward (1928)
- The Lone House Mystery and Other Stories (1929)
- The Governor of Chi-Foo (1929)
- Again the Ringer ali The Ringer Returns (1929)
- The Big Four ali Crooks of Society (1929)
- The Black ali Blackmailers I Have Foiled (1929)
- The Cat-Burglar (1929)
- Circumstantial Evidence (1929)
- Fighting Snub Reilly (1929)
- For Information Received (1929)
- Forty-Eight Short Stories (1929)
- Planetoid 127 and The Sweizer Pump (1929)
- The Ghost of Down Hill & The Queen of Sheba's Belt (1929)
- The Iron Grip (1929)
- The Lady of Little Hell (1929)
- The Little Green Man (1929)
- The Prison-Breakers (1929)
- The Reporter (1929)
- Killer Kay (1930)
- Mrs William Jones and Bill (1930)
- Forty Eight Short-Stories (1930)
- The Stretelli Case and Other Mystery Stories (1930)
- The Terror (1930)
- The Lady Called Nita (1930)
- Sergeant Sir Peter ali Sergeant Dunn, C.I.D. (1932)
- The Scotland Yard Book of Edgar Wallace (1932)
- The Steward (1932)
- Nig-Nog and other humorous stories (1934)
- The Last Adventure (1934)
- The Woman From the East (1934) – soavtorstvo z Robertom Georgeom Curtisom
- The Edgar Wallace Reader of Mystery and Adventure (1943)
- The Undisclosed Client (1963)
- The Man Who Married His Cook (1976)
- The Death Room: Strange and Startling Stories (1986)
- The Sooper and Others (1984)
- Stories collected in the Death Room (1986)
- Winning Colours: The Selected Racing Writings of Edgar Wallace (1991)

## Wallace na Slovenskem

### Filmi
V letu 1964 je bil 21. 8.–4. 9. v Kino Sloga (danes Kinodvor) premierno predvajan zahodnonemški film Nenavadna grofica (izvorno Die seltsame Gräfin v IMDb), ki je nastal leta 1961 po delu Edgarja Wallaccea The Strange Countess (1925). V kasnejših letih, predvsem 1968, so bili predvajani tudi mnogi drugi nemško-angleški in en nemško-francoski film po njegovih delih:
- Čarovnikov obračun (izvorno Neues vom Hexer), predvajano 12. 9.–19. 9. 1966 (Again the Ringer v IMDb)
- Vrata s sedmimi ključavnicami (izvorno Dir Tür mit den 7 Schlössern), predvajano 24. 8.–30. 8. 1967 (Front à la Scotland Yard v IMDb)
- Ubijalec iz Temze (izvorno Das Gasthaus an der Themse), predvajano 27. 12.–10. 1. 1967 (The Inn on the River v IMDb)
- Skrivnost bara Lolita ali Žaba z masko (izvorno Der Frosch mit der Maske), predvajano 27. 12.–7. 1. 1968 (Face of the Frog v IMDb)
- Nenavadni menih (izvorno Der unheimliche Mönch), predvajano 29. 3.–10. 4. 1968 (The Sinister Monk v IMDb) Plakat je ohranjen .
- Usodne orhideje (izvorno Das Rätsel der roten Orchidee), predvajano 5. 7.–8. 7. 1968 (Secret of the Red Orchid v IMDb)
- Skrivnost rumenih narcis (izvorno Das Geheimnis der gelben Narzissen), predvajano 6. 12.–10. 12. 1968 (The Devil's Daffodil v IMDb)
- Grbavec iz Sohoja (izvorno Der Bucklige von Soho), predvajano 18. 12.–24. 12. 1968 in 25. 4.–26. 4. 1972 (pod naslovom Grbavec iz Soha) (The Hunchback of Soho v IMDb)